# Harry Bamford (Fußballspieler, 1886)
Harold Walley „Harry“ Bamford (* 4. Quartal 1886 in Sculcoates bei Kingston upon Hull; † 26. November 1915 in Le Touquet) war ein englischer Fußballspieler.

## Karriere
Bamford, der als Lohnauszahler im Hafen von Southampton arbeitete, spielte in der Saison 1907/08 für Bitterne Guild, einen Southamptoner Vorstadtklub, in der Hampshire League. Im Sommer 1908 schloss er sich dem FC Southampton an und spielte in der Folge zumeist für deren Reserveteam in der Hampshire League, kam in den nächsten drei Jahren aber als Vertretung von John Robertson und Albert Trueman auf den Außenläuferpositionen auch vereinzelt für die erste Mannschaft in der Southern League zum Einsatz.
Ab Oktober 1912 spielte er reamateurisiert in der Football League Second Division für den FC Glossop. Als Ersatz von Jimmy Carney kam er in den Spielzeiten 1912/13 und 1913/14 zu insgesamt 14 Ligaeinsätzen. Bei seinem Debüt, einem 3:0-Heimsieg gegen Clapton Orient im Januar 1913, urteilte die Athletic News, Bamford habe seine „Aufstellung vollumfänglich gerechtfertigt“. Im Herbst 1913 wurde gegen den Verein seitens der Football Association ermittelt und auch Bamford musste vor einer Kommission aussagen, da zahlreiche offiziell als Amateure gemeldete Spieler gut bezahlte Anstellungen im Unternehmen des Klubvorsitzenden von Glossop erhielten und damit die Amateurregelung aushebelten. Der Verein wurde zu einer Strafe von £100 verurteilt.
Kurz nach Ausbruch des Ersten Weltkriegs trat Bamford in die Britische Armee ein und diente zunächst im Royal Irish Regiment in Frankreich. Im August 1915 wurde er zum Second Lieutenant befördert und zur King’s Shropshire Light Infantry versetzt. Bamford wurde in einem Rotes-Kreuz-Krankenhaus in Le Touquet wegen in Kampfhandlungen nahe Proven erlittener Verletzungen behandelt, als er am 26. November 1915 einer septischen Vergiftung erlag.  Er ist auf dem Britischen Soldatenfriedhof in Étaples im Département Pas-de-Calais begraben.